# Eduard Holbein

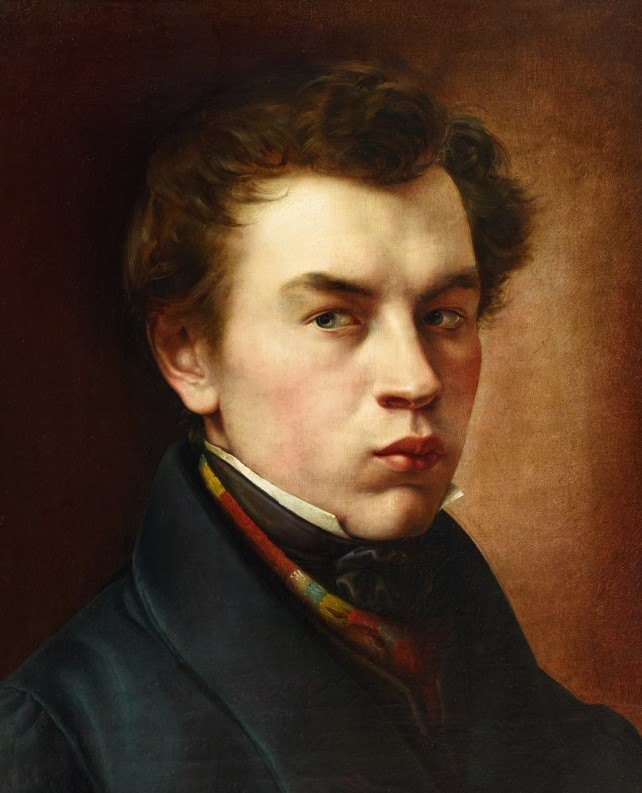
Selbstbildnis (um 1838)

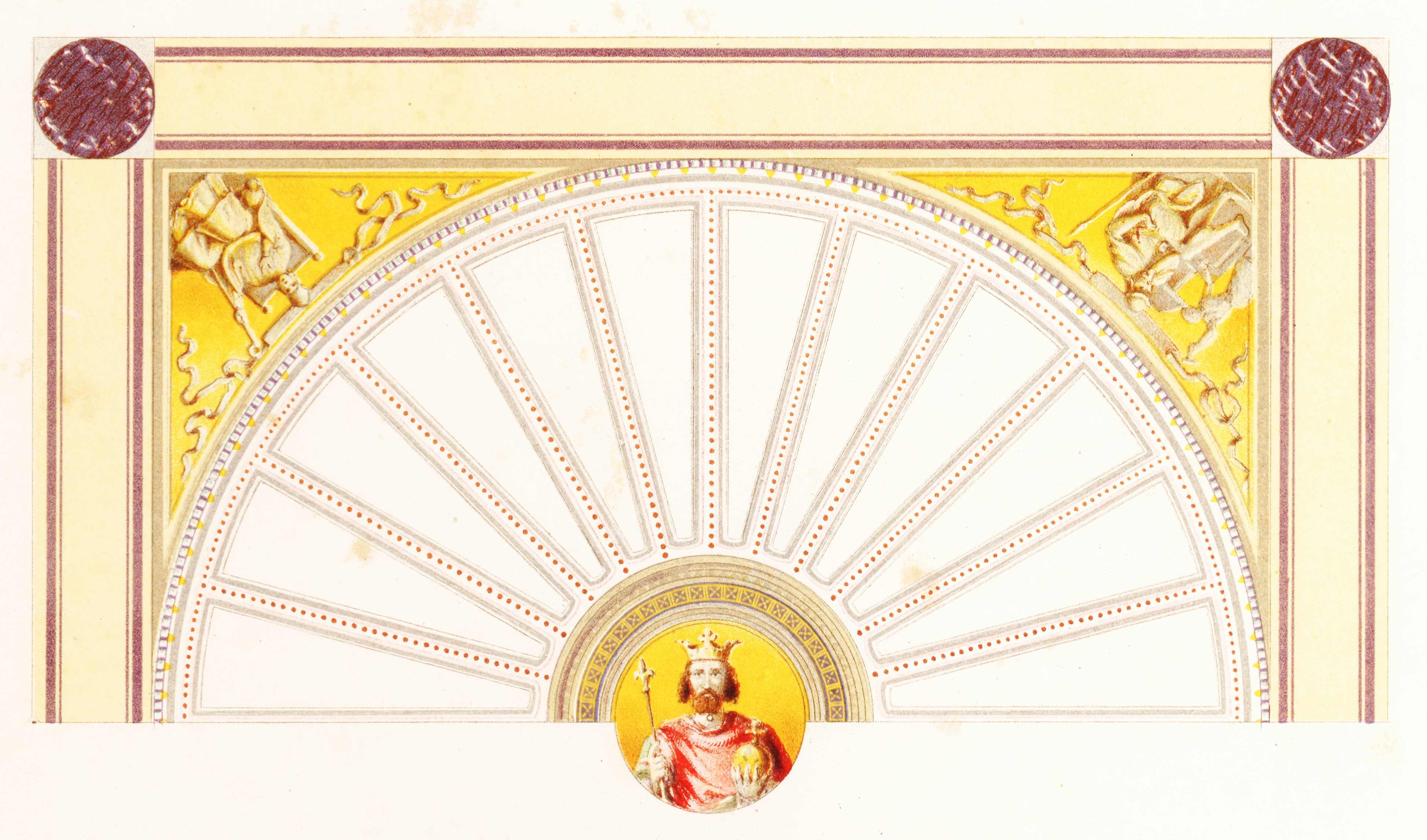
Lithografie der Deckenmalereien mit Kaiserporträts von Eduard Holbein im Neuen Museum, Berlin

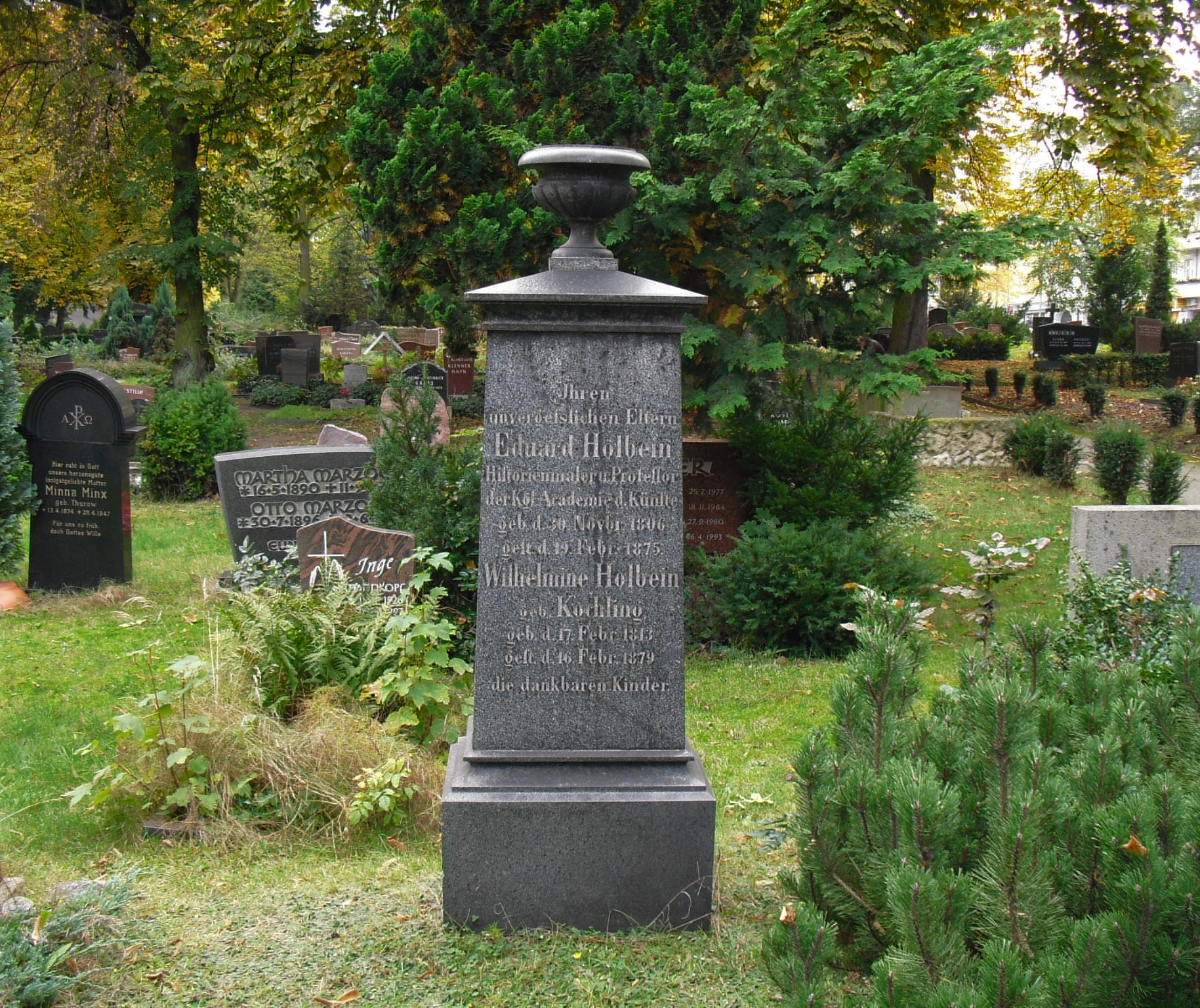
Eduard Holbeins Grabstein auf dem St.-Jacobi-Kirchhof I in Berlin-Neukölln

Carl Eduard Holbein (* 1807 in Berlin; † 19. Februar 1875 ebenda) war ein deutscher Maler und Illustrator.

## Leben
Eduard Holbein wurde 1807 in Berlin geboren. Er besuchte die Berliner Akademie und setzte seine Ausbildung 1832 bis 1839 im Atelier von Carl Joseph Begas fort. Ab 1851 lehrte er an der Berliner Akademie, die ihn 1853 zum Professor ernannte. Daneben erteilte er Max Liebermann und Hans von Marées privaten Zeichenunterricht. Zu Beginn der 1850er Jahre malte er zusammen mit Karl Stürmer die Porträts der Deutschen Kaiser in den Deckenmedaillons im Mittelalterlichen Saal im Neuen Museum in Berlin. 1856 restaurierte er zusammen mit seinem Bruder, dem Bildhauer Friedrich Wilhelm Holbein, den Hochaltar in St. Nikolai in Stralsund. Er starb am 19. Februar 1875 in Berlin.

## Werke (Auswahl)
- um 1838 Selbstporträt, Öl auf Leinwand, 43,3 × 36 cm, Nationalgalerie Berlin
- ca. 1850 Porträts der Deutschen Kaiser in den Deckenmedaillons des Mittelalterlichen Saales im Neuen Museum, Berlin
- 1856 Restaurierung des Altarschreins der Nikolaikirche, Stralsund

## Illustrationen (Auswahl)
- In: Album deutscher Dichter / Mit 36 Original-Zeichnungen deutscher Künstler, als : A. v. Schroeter, J. B. Sonderland, Theod. Hosemann, A. Menzel, v. Kloeber, F. Holbein, Rosenfelder u. a. m. - Berlin : Hofmann, 1848. - Digitalisierte Ausgabe der Universitäts- und Landesbibliothek Düsseldorf